# Grand Dictionnaire terminologique
Pour les articles homonymes, voir GDT et BTQ.
Le Grand Dictionnaire terminologique (GDT), autrefois appelé Banque de terminologie du Québec (BTQ), est une banque de terminologie créée par l'Office québécois de la langue française (OQLF). Il contient des centaines de milliers de termes et de définitions. Les termes sont en français, généralement accompagnés de leurs équivalents anglais, ainsi que de ceux en latin notamment pour la taxonomie et la médecine. Les termes français sont également catégorisés par couleur selon leur acceptabilité : privilégiés (vert), utilisés dans certains contextes (jaune), déconseillés (rouge). Les fiches terminologiques sont réparties dans environ 160 domaines d'activité.
En 2022, l’OQLF a rendu disponible la Vitrine linguistique, une plateforme permettant aux internautes d’interroger simultanément le Grand Dictionnaire terminologique et la Banque de dépannage linguistique. Le site du GDT n’est plus en service depuis janvier 2023, mais son contenu est accessible en entier dans la Vitrine linguistique.

## Variation linguistique
Les informations diffusées dans le GDT sont traitées en vertu d’une approche sociolinguistique, la norme de référence étant le français standard tel qu’il est employé au Québec. Celui-ci est composé d’éléments qui sont contemporains (font partie de l’usage actuel et ne sont pas vieillis ni désuets), qui appartiennent à un niveau de langue neutre ou soutenu (ne sont pas perçus comme familiers, populaires, vulgaires ni péjoratifs), qui sont conformes au mode de formation des mots du français et à sa syntaxe, et qui ne constituent pas des impropriétés ni des emprunts jugés abusifs. 
Ces emplois peuvent être partagés par l’ensemble des francophones, ou bien être propres à l’usage des locuteurs et des locutrices du français au Québec. Ainsi, l’OQLF fait la promotion du français standard dans sa globalité, en tenant compte de la variété des situations de communication et des aires géographiques dans lesquelles il est employé.

## Rectifications orthographiques de 1990
Une étiquette est associée dans le GDT « aux entrées dont la graphie est issue des rectifications de l’orthographe. Les définitions et les notes du GDT sont essentiellement rédigées en orthographe traditionnelle ».